# Sonerien An Aod
Les Sonerien An Aod sont un pipe band breton. Le premier bagad est créé en 1973 par Bernard Le Floc'h dans le Sud-Finistère. Les Sonerien an Aod sont membres de la Royal Scottish Pipe Band Association (RSPBA). 

## Histoire
Créé en 1973 par quelques sonneurs, il se développe dans un cadre convivial, en période disco.
De 1974 à 1977, il anime les fêtes locales puis il commence à jouer en France et même à l'étranger : Italie (1975), Angleterre (1976), Suisse (1979), printemps de Bourges (1984), Normandie et Touraine (1986)…
Au début des années 80, le bagad devient une formation de type pipe band, sans pupitre de bombardes.
Les Sonerien an Aod (Sonneurs de la Grève) jouent des marches (parade), puis des airs rapides (jigs, reels) ou lents (slow airs, lullaby) et n'oublient pas d'intégrer à leur répertoire des airs bretons (an dro/hanter dro, gavotte des montagnes…), ce qui fait leur originalité. Une autre particularité est son costume, le vêtement des marins traditionnels de Kérity : vareuse, pantalon rouge et béret noir, large et plat.
Les musiciens sont tous formés au sein de l'ensemble par un système de tutorat où chaque jeune se trouve être à la fois enseignant et enseigné. Il y a 2 formations.

## Discographie
- 2001 : Sonerien An Aod et Julien Goualo

1. Gravitation. 3 min 20 s
2. Guerrier. 48 s
3. Amazing grace. 1 min 31 s
4. Meddley. 5 min 56 s
5. Percussions. 4 min 40 s
6. The talking of Beaumont Hammel. 1 min 54 s
7. Flux et reflux. 2 min 49 s
8. Killworth hills. 2 min 15 s
9. Ritournelles vannetaises. 4 min 43 s
10. Argoat. 1 min 27 s
11. Juvenile drums. 2 min 22 s
12. Au large. 1 min 12 s
13. Trio à trois temps. 2 min 28 s
14. Variation de Pibroc'h. 2 min 52 s
15. The Braemar gathering. 1 min 49 s
16. Airs de marche. 2 min 58 s
17. Ressac. 1 min 15 s
18. Malavaï. 2 min 26 s
19. Tamish gish. 1 min 18 s

Durée totale 52 min 47 s
Le pipe-band Sonerien an Aod n'hésite pas à métisser régulièrement ses créations avec d'autres musiques. Cet album résulte de sa rencontre avec le percussionniste ivoirien Julien Goualo.